# الكسندر مكنيل
الكسندر مكنيل (بالإنجليزية: Alexander McNeil)‏ هو سياسي نيوزلندي، ولد في 1833، وتوفي في 1915. انتخب عضو مجلس النواب النيوزيلندي.